# 소렌슨잎코박쥐
소렌슨잎코박쥐(Hipposideros sorenseni)는 잎코박쥐과에 속하는 박쥐의 일종이다. 인도네시아의 토착종이다.

## 특징
보통 크기의 박쥐로 몸길이는 50.16~60mm이고 전완장은 55.41~60.22mm이다. 꼬리 길이는 30.2~36.2mm, 귀 길이는 20.16~22.78mm이다.

## 생태
큰 무리를 지어 동굴 속에서 생활한다.

## 분포 및 서식지
인도네시아 자와섬의 토착종이다. 해발 1000m 이하에서 서식한다. 낮 동안에는 동굴에서 머문다.